# Anno Domini
Anno Domini, s kratico AD (latinsko za leta Gospodovega ali v letu Gospodovem) je latinska besedna zveza, ki se tradicionalno uporablja pri številčenju let od Jezusovega rojstva naprej. Za leta pred Jezusovim rojstvom se uporablja zveza Ante Christum, s kratico AC (latinsko pred Kristusom). V slovenščini so v uporabi predvsem kratice n. št. za oznako leta po Jezusovem rojstvu ter pr. n. št. za oznako leta pred tem dogodkom. 

## Dionizijev izračun leta Jezusovega rojstva
Štetje let od Jezusovega rojstva naprej je vpeljal menih Dionizij Exiguus v letu 525. Pred tem je bilo v navadi štetje let glede na začetek vladanja kakšnega pomembnega vladarja ali pa štetje od (domnevne) ustanovitve mesta Rima - ab urbe condita - ali od (domnevnega) datuma stvarjenja sveta (glej članek Koledarska doba). Dionizij je s seštevanjem let vladanja različnih vladarjev prišel do sklepa, da je tekoče leto (to je bilo 284. leto od začetka vladanja cesarja Dioklecijana) pravzaprav leto 525 šteto od Jezusovega učlovečenja.
Dionizij ni posebej navedel, kako naj bi izgledal začetek štetja let, niti ni navedel, kako naj bi šteli leta pred tem. Dejstvo pa je, da število 0 takrat še ni bilo znano, zato se je vsem uporabnikom zdelo logično, da se štetje začne z 1. Prvo leto - tj. tisto leto, ko naj bi bil Jezus spočet in rojen - so torej imenovali Anno Domini 1 (kratko AD 1). Leto pred tem pa so imenovali leto 1 pred Kristusom (latinsko 1 Ante Christum oziroma AC 1). 
Dionizijev sistem se je uveljavil v Evropi kolikor toliko enotno šele v srednjem veku (v času od 8. do 14. stoletja), saj je zahodni krščanski civilizaciji pomenilo rojstvo Jezusa kot učlovečenje Boga ter Odrešenika človeštva prelomnico v človeški zgodovini oziroma njen najpomembnejši dogodek. Danes se ta način označevanja let uporablja v glavnini sveta. Novejše znanstvene raziskave so pokazale, da se je Jezus rodil okoli 5 ali 6 let prej, kot je izračunal menih Dionizij Exiguus.

## Naše štetje
V mnogih jezikih so se pojavili še drugi načini označevanja let z namenom, da bi se izognili verskemu pomenu besednih zvez. Ti načini sicer še vedno temeljijo na "datumu" Jezusovega rojstva, le versko obarvane besede so nadomestili z "nevtralnimi". Tako se je slovenščini uveljavil zapis pred našim štetjem in našega štetja (s kratico pr. n. št. ter n. št.). Za primer, Cunningham in Starr pišeta v knjigi Sharing Shalom: A Process for Local Interfaith Dialogue Between Christians and Jews (1998), da "pr. n. št. in n. št. (...) ne predpostavljata vere v Jezusa in sta tako bolj primerna za medverski dialog kot običajna pr. Kr. in po Kr.". Kitajska republika je vse od ustanovitve leta 1912 uporabljala Koledar Minguo, vendar je zahodni koledar uporabljala pri mednarodnih odnosih. Po ustanovitvi Ljudske republike Kitajske pa je povsem ovrgla kitajski koledar ter začela uporabljati navadno dobo (gōngyuán) pri domači in tuji uporabi.

## Drugi načini štetja let
Šele precej pozneje se je pojavila ideja o številu 0 in posledično ideja o drugačnem oštevilčenju let. Astronoma Philippe de La Hire in Jacques Cassini sta v 18. stoletju začela uvajati astronomsko številčenje let, in sta prva uporabila oznako leto 0 - poudariti pa je treba, da to ni leto med 1 pr. n. št in 1 n. št., pač pa je leto 0 le drugačno poimenovanje za leto 1 pr. n. št. Podobno ima leto 2 pr. n. št. v takem oštevilčenju oznako −1 (minus ena), leto 3 pr. n. št. ima oznako −2 (minus dve) ipd.